# Orville (guitare)
 (juin 2023).
Si vous disposez d'ouvrages ou d'articles de référence ou si vous connaissez des sites web de qualité traitant du thème abordé ici, merci de compléter l'article en donnant les références utiles à sa vérifiabilité et en les liant à la section « Notes et références ».
Pour les articles homonymes, voir Orville.

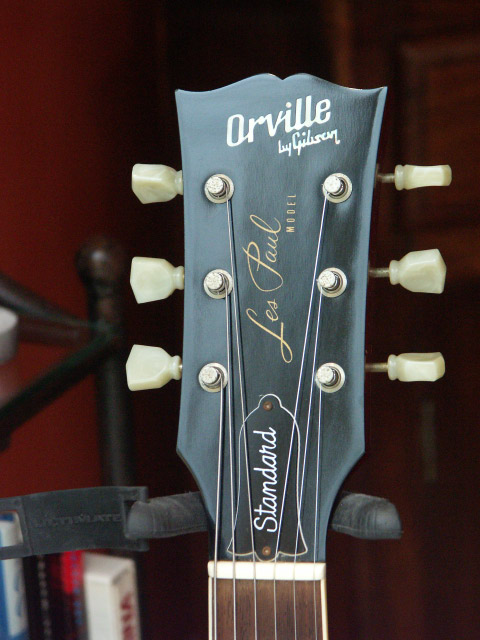
Tête de guitare Orville

Orville by Gibson, en japonais オービルbyギブソン aussi connu sous le simple nom d'Orville, en japonais オービル, est une marque de guitares gérée par Gibson pour le marché japonais à la fin des années 1980 et pendant la plus grande partie des années 1990.

## Historique
Gibson commence à produire des instruments au Japon en 1969 quand la production de sa marque Epiphone est transférée des États-Unis vers l'usine de Matsumoku au Japon. Matsumoku a déjà solidement établit sa réputation grâce  à son partenariat avec la marque Aria et a produit diverses marques telles qu'Univox, Westone, etc. Le partenariat entre Aria et Gibson pour la marque Epiphone prend fin en 1986 et la gestion du label est placée entre les mains de la société Yamano gakki qui gère la production des fenders japonaise conjointement avec Kanda Shokai. Yamano obtient la distribution des Gibson et des Epiphone made in korea sur le territoire japonais ainsi que la production de modèles Epiphone fabriqués au Japon pour le marché local. Il est décidé que le label Epiphone ne serait pas utilisé pour les copies Gibson, ainsi l'appellation "Orville" et "Orville by Gibson" est créée en hommage au fondateur de la marque Orville Gibson. La production commence en avril 1988 avec la marque «Orville by Gibson». L'idée est de combattre la course aux répliques engagée par les sociétés japonaises (Greco, Fernandes, Aria, tokai, Ibanez, etc.) comme a pu le faire Fender à partir de 1985. La demande pour les guitares américaines mythiques est alors très forte au Japon mais le cours du yen les rendant inabordables pour le consommateur nippon, Gibson se doit de proposer des modèles fabriqués localement pour un budget abordable. Au départ, 3 modèles sont fabriqués : la ES-335, la SG et la Les Paul Custom. Les micros sont de fabrication Gibson aux USA.
En 1989/1990, la production est étendue à des modèles plus économiques équipés de micros « maison », avec un vernis polyuréthane : c’est le début de la gamme « Orville ». Elle couvre des modèles coûtant entre 70 000 ¥ et 80 000 ¥.
La dénomination  « Orville by Gibson » est réservée aux modèles allant de 100 000 ¥ à 200 000 ¥ qui eux sont équipées de l'électronique Gibson et ont un vernis nitrocellulosique.
En 1991, des modèles acoustiques viennent compléter la gamme « Orville by Gibson » avec la J-45, la J-160E, la hummingbird, la dove et la J-200.
La production des « Orville » économiques continuant d’augmenter avec la demande, les modèles « by Gibson » sont arrêtés en 1995. Puis la production des Orville elles-mêmes est arrêtée en 1997 avec l'arrivée des Epiphone Japan en 1998, qui sont elles-mêmes remplacées par deux séries : les Lacquer Series, réservées au marché local, qui ont un vernis lacquer, proche du nitrocellulose et des micros Epiphone proches des anciens micros Orville, et les Elitist, gamme qui est étendue au marché mondial, et dont les modèles comportent une électronique Gibson mais ont un vernis polyuréthane. Si les Epiphone Japan et les Laquer Series conservent bien l’open book Gibson, les Elitist sont ornées de la tête à coins tronqués pour les modèles vendus hors du Japon.

## Production et numérotation
La production semble avoir été divisée entre 3 usines (Terada, IIDA et Fujigen gakki).
On retrouve 3 systèmes de numérotation différents sur les Orville. Les Epiphone Japan utiliseront le même système par la suite.
Système 1
Exemple : #4 0311 (Numérotation à la Gibson)
Année de production 1994/mois de production Mars/ 11e guitare fabriquée depuis le début du mois. ou #907031 année de production 1990 etc.
Système 2
Exemple: #J302345  (J+ANNNNN)
Année de production 1993/ février/ 345e guitare.
La lettre J est réservée aux modèles Orville
- Certains acoustiques ont une numérotation commençant par A.
- Certaines Orville n'ont plus de numéros de série ou celui-ci est inscrit sur un autocollant et commence par un K. Il s'agit de modèles économiques fabriqués entre 1989 et 1993 par Kanda Shokai et qui étaient vendus dans les magasins appartenant à la société.

Système 3
Exemple : G887138 (apparemment, avant  89 G+ ANNNNN ? )
Année de production 1988/ 87138e guitare.
La numérotation commençant par G est réservée aux Orville by Gibson.
Pour les Elitist et les Lacquer Series, la numérotation désigne aussi le lieu de production
Exemple : #F402345
Fabriqué à Fujigen gakki/ année 2004/ mois de février/ 345e guitare.
Pour Epiphone Japan, même principe que le système 1 de la numérotation Orville.
Exemple : #803111,
Année 1998/mois de mars/ 111e guitare du mois.

Un deuxième système existe avec un code pour les guitares fabriquées
Exemple : #85234
- Année de production 98/code 5/234e guitare.
- 1:NVJ series
- 2:EMPEROR series
- 3:RIVIERA series
- 4:SHERATON series
- 5:CASINO series
- 7:EB-2
- 8:ES-930J
- 9:EMPEROR-J